# Stazione di Atsubetsu
La stazione di Atsubetsu (厚別駅?, Atsubetsu-eki) è una stazione della città di Sapporo situata sulla linea principale Hakodate.

## Struttura
La stazione è dotata di una banchina a isola e una laterale, che servono 3 binari.
| 1 | ■ Linea principale Hakodate |  | per Sapporo e Otaru    |
| 3 | ■ Linea principale Hakodate |  | per Ebetsu e Iwamizawa |
| 4 | ■ Linea principale Hakodate |  | per Ebetsu e Iwamizawa |